# Saint-Médard (Deux-Sèvres)
Saint-Médard korábbi község Franciaország Új-Aquitania régiójában, Deux-Sèvres megyében. 2019. január 1-jén Celles-sur-Belle új község része lett.
Lakosainak száma 106 fő (2018. január 1.). Saint-Médard Brûlain, Celles-sur-Belle, Périgné és Sainte-Blandine községekkel határos.

## Népesség
A település népessége az elmúlt években az alábbi módon változott:
| Lakosok száma | 109  | 106  | 110  | 107  | 106  |
|               | 2013 | 2015 | 2016 | 2017 | 2018 |